# Jane Wyman
Jane Wyman (n. 5 ianuarie 1917, St. Joseph⁠(d), Missouri, SUA – d. 10 septembrie 2007, Palm Springs⁠(d), California, SUA) a fost o actriță, cântăreață, dansatoare și filantroapă americană. A fost laureată cu patru Globuri de Aur și un premiu Oscar pentru rolul său din clasicul Johnny Belinda (1948). A fost prima soție a lui Ronald Reagan. Cei doi s-au căsătorit în 1940 și au divorțat în 1948.
Cu o carieră de peste șapte decenii, Wyman a început să apară în filme la 16 ani, în 1933, după semnarea contractului cu Warner Bros.Pictures A urmat popularul obicei de a-și schimba data nașterii pentru a părea mai în vârstă și a primi roluri. A jucat roluri principale în filme precum Public Wedding (1937) alături de William Hopper, Brother Rat (1938) alături de Ronald Reagan și Spaimă pe scenă (1950), alături de Marlene Dietrich. A jucat împreună cu Rock Hudson în filmele Magnificent Obession (1954) și All That Heaven Allows (1955), ambele regizate de Douglas Sirk. Și-a continuat succesul cu telenovela americană Falcon Crest (1981-1990), în care o interpretează pe Angela Channing.

## Biografie
Sarah Jane Mayfield s-a născut în data de 5 ianuarie 1917 în St. Joseph, Missouri. Este fiica lui Gladys Hope (1891-1960) și a lui Manning Jeffries Mayfield (1895-1922). Wyman era singurul copil biologic al cuplului, dar a mai avut doi frați adoptați.

## Filmografie

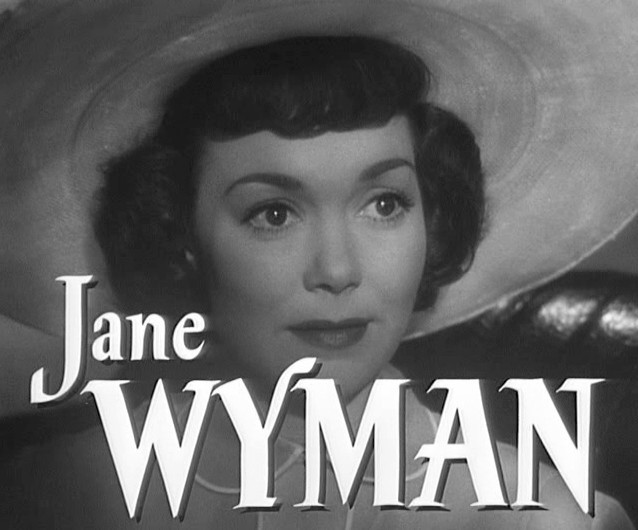
Jane Wyman în trailerul pentru Spaimă pe scenă (1950)

- Un weekend pierdut (1945) ca Helen St. James
- Johnny Belinda (film din 1948)
- Spaimă pe scenă (1950)

## Legături externe
- Jane Wyman la Internet Movie Database